# Donald McPherson
John Donald McPherson (Windsor, 20 febbraio 1945 – Monaco di Baviera, 24 novembre 2001) è stato un pattinatore artistico su ghiaccio canadese, specializzato nel singolo.

## Palmarès
| Evento                       | 1959  | 1960 | 1961 | 1962 | 1963 |
| ---------------------------- | ----- | ---- | ---- | ---- | ---- |
| Giochi olimpici invernali    |       | 10°  |      |      |      |
| Campionati mondiali          |       | 8°   |      | 4°   | 1°   |
| North American Championships | 6°    |      | 5°   |      | 1°   |
| Campionati canadesi          | 1° J. | 2°   | 2°   | 2°   | 1°   |

- J = Categoria Junior